# Paulx

Localització de Paulx

Paulx (en bretó Palud) és un municipi francès, situat a la regió de país del Loira, al departament de Loira Atlàntic, que històricament ha format part de la Bretanya. L'any 2006 tenia 1.779 habitants. Limita amb els municipis de Saint-Etienne-de-Mer-Morte, La Marne i Machecoul a Loira Atlàntic, Bois-de-Céné i La Garnache a Vendée.

## Demografia
| 1962                                       | 1968 | 1975 | 1982 | 1990 | 1999  |
| ------------------------------------------ | ---- | ---- | ---- | ---- | ----- |
| 884                                        | 903  | 904  | 902  | 922  | 1.354 |
| Des de 1962: població sense dobles comptes |      |      |      |      |       |

## Administració
| Període   | Identitat           | Partit |
| --------- | ------------------- | ------ |
| 1965-2008 | Hubert Preneau      |        |
| 2008-     | Marie-Renée Bordron |        |